# Barbara Tumułka
Barbara Krystyna Tumułka (ur. 27 sierpnia 1938 w Zawierciu) – polska lekarka, poseł na Sejm PRL VII i VIII kadencji.

## Życiorys
Z zawodu lekarz, uzyskała wykształcenie wyższe na Wydziale Lekarskim Śląskiej Akademii Medycznej w 1963. Następnie pracowała w Szpitalu Miejskim w Wodzisławiu Śląskim, gdzie po uzyskaniu I i II stopnia specjalizacji z zakresu chorób wewnętrznych była zastępcą ordynatora Szpitala Miejskiego. W 1976 i 1980 uzyskiwała mandat posła na Sejm PRL w okręgu Rybnik. Przez dwie kadencje zasiadała w Komisji Pracy i Spraw Socjalnych oraz w Komisji Zdrowia i Kultury Fizycznej. W VIII kadencji zasiadała ponadto w Komisji Polityki Społecznej, Zdrowia i Kultury Fizycznej.